# دوبینو (شهرستان کراسنویاروژسکی، استان بلگورود)
دوبینو (انگلیسی: Dubino, Krasnoyaruzhsky District, Belgorod Oblast) یک شهرک در بخش کراسنویاروژسکی استان بلگورود کشور روسیه است.